# Melkeppe
Melkeppe (Peucedanum palustre) is een tweejarige (soms meerjarige) plant uit de schermbloemenfamilie.
De plant groeit tot een hoogte van 60 tot 150 cm en bloeit in juli en augustus. 
Het is een plant van natte, zurige grond: moerassen, ondiepe rivierbanken en soms greppels of andere kleine waterpartijen. De soort kan verhoudingsgewijs goed tegen schaduw. Om met andere plantensoorten te concurreren moet de groeiplaats van melkeppe regelmatig onderlopen.
In Nederland komt melkeppe vrij algemeen in het oosten en midden en in laagveengebieden voor. Ook in de Zuid-Hollandse duinen groeit de plant. In België is de soort vrij algemeen in de Kempen.
Melkeppe is een belangrijke waardplant van de koninginnenpage.